# Mystków

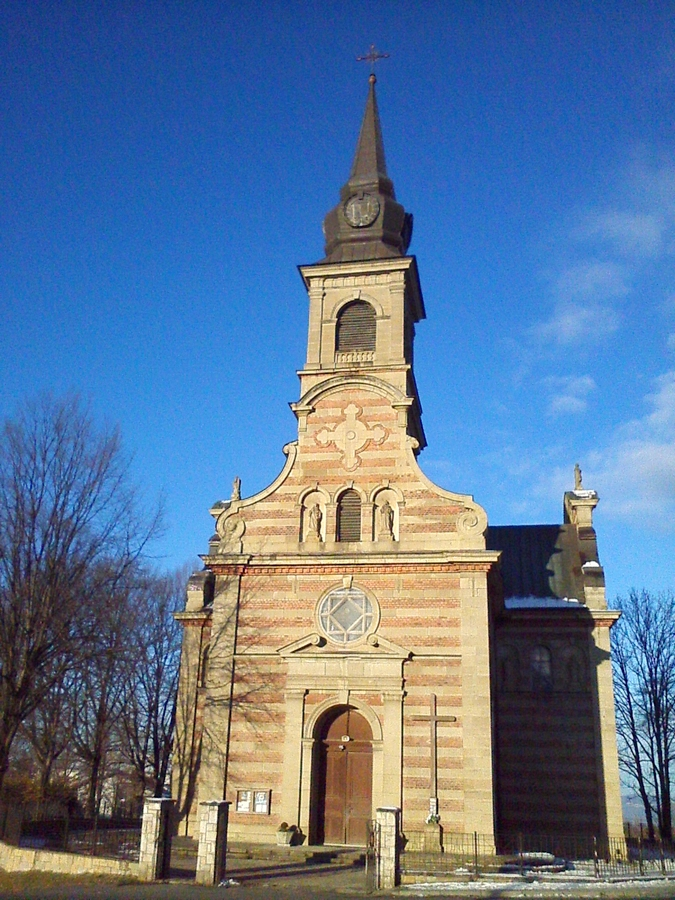
Katholische Kirche

Mystków (deutsch Müstkau) ist eine Ortschaft mit einem Schulzenamt der Gemeinde Kamionka Wielka im Powiat Nowosądecki der Woiwodschaft Kleinpolen, Polen.

## Geographie
Der Ort liegt unter den westlichen Niederen Beskiden.
Die Nachbarorte sind die Stadt Nowy Sącz im Westen, Paszyn im Norden, Mszalnica im Osten, Kamionka Mała im Süden.

## Geschichte
Der Ort wurde im Jahre 1324 gegründet. Im Jahre 1326 gab es schon eine Kirche. Im Jahre 1427 wurde das Dorf an Władysław II. Jagiełło verkauft.
Nach der Ersten Teilung Polens kam Mystków zum neuen Königreich Galizien und Lodomerien des habsburgischen Kaiserreichs (ab 1804).
Im Jahre 1788 wurden im Zuge der Josephinischen Kolonisation deutsche Kolonisten katholischer Konfession angesiedelt. Bis Ende des 19. Jahrhunderts wurden die Nachgeborenen der Kolonisten polonisiert. Im Jahre 1900 hatte das Dorf in 132 Häusern 851 Einwohner, davon 850 polnischsprachig, 811 römisch-katholisch, 39 Juden.
1918, nach dem Ende des Ersten Weltkriegs und dem Zusammenbruch der k.u.k. Monarchie, kam Mystków zu Polen. Unterbrochen wurde dies durch die Besetzung Polens durch die Wehrmacht im Zweiten Weltkrieg, während der es zum Generalgouvernement gehörte.
Von 1975 bis 1998 gehörte Mystków zur Woiwodschaft Nowy Sącz.

## Verweise